# Cornelis Nagtglas
Cornelis Johannes Marius Nagtglas (né le 16 mai 1814 - 19 janvier 1897) est un homme politique et fonctionnaire néerlandais, qui fait carrière dans l'administration sur la Côte-de-l'Or néerlandaise. Après avoir commencé sa carrière à l'âge avancé de 36 ans, il est promu dans les rangs pour finalement devenir gouverneur de la Côte-de-l'Or néerlandaise en 1858. Il se retire aux Pays-Bas en 1862, mais retourne sur la Côte-de-l'Or en tant que gouverneur en 1869, pour rétablir l'ordre dans la colonie assiégée. En 1871, il quitte à nouveau la Côte-de-l'Or, un an avant le transfert de la colonie au Royaume-Uni.

## Biographie
Cornelis Nagtglas est né à Utrecht le 16 mai 1814 de Cornelis Nagtglas senior, et Maria Ruyghart. Il fréquente l'école latine d'Utrecht mais n'obtient pas son diplôme et poursuit une carrière dans l'armée. Alors que de nouvelles règles interdisent la promotion des sous-officiers au rang d'officiers commissionnés, Nagtglas voit ses plans de carrière s'effondrer. Il décide de quitter l'armée et de poursuivre une carrière civile. L'aventurisme et le désir d'aller de l'avant le poussent à postuler à un poste dans l'administration coloniale de la Côte-de-l'Or.
Nagtglas commence sa carrière comme administrateur colonial sur la Côte-de-l'Or en 1851. Après avoir été nommé assistant par arrêté royal du 9 janvier, il arrive à Elmina le 28 mai et commence à travailler comme juge assistant à partir du 28 juillet. Le 10 janvier 1852, il est nommé commandant du fort Crêvecoeur à Accra. Nagtglas retourne à Elmina en 1853, où il est promu résident le 7 décembre. Le 1er mai 1857, après son retour d'un congé aux Pays-Bas, Nagtglas devient comptable de la Côte-de-l'Or. Le 9 septembre 1857, il prend les fonctions de gouverneur Jules van den Bossche, parti pour les Pays-Bas pour cause de maladie, en qualité d'intérimaire,,. Par décret royal du 8 mai 1858, Nagtglas est nommé gouverneur à part entière et, après avoir reçu cette nouvelle, il est installé par le Conseil colonial à Elmina le 21 juin 1858.
Après onze ans de service sur la Côte-de-l'Or, Nagtglas est, à sa propre demande, relevé de ses fonctions le 23 juin 1862 et se retire aux Pays-Bas. Aux Pays-Bas, il écrit une petite brochure intitulée Un mot concernant la question : « Que doivent faire les Pays-Bas de leurs possessions sur la côte de Guinée ? (1863), dans lequel il s'attarde d'abord sur l'état délabré de la colonie, avant de plaider pour une augmentation des salaires des administrateurs, pour une meilleure éducation des populations locales, pour un échange de territoire avec les Britanniques, pour des tarifs égaux, et pour l'installation de personnes qualifiées sur la Côte-de-l'Or. Si tout cela devait s'avérer impossible, Nagtglas a postulé qu'il serait préférable de vendre les forts à la Grande-Bretagne, comme le Danemark l'a fait en 1850.

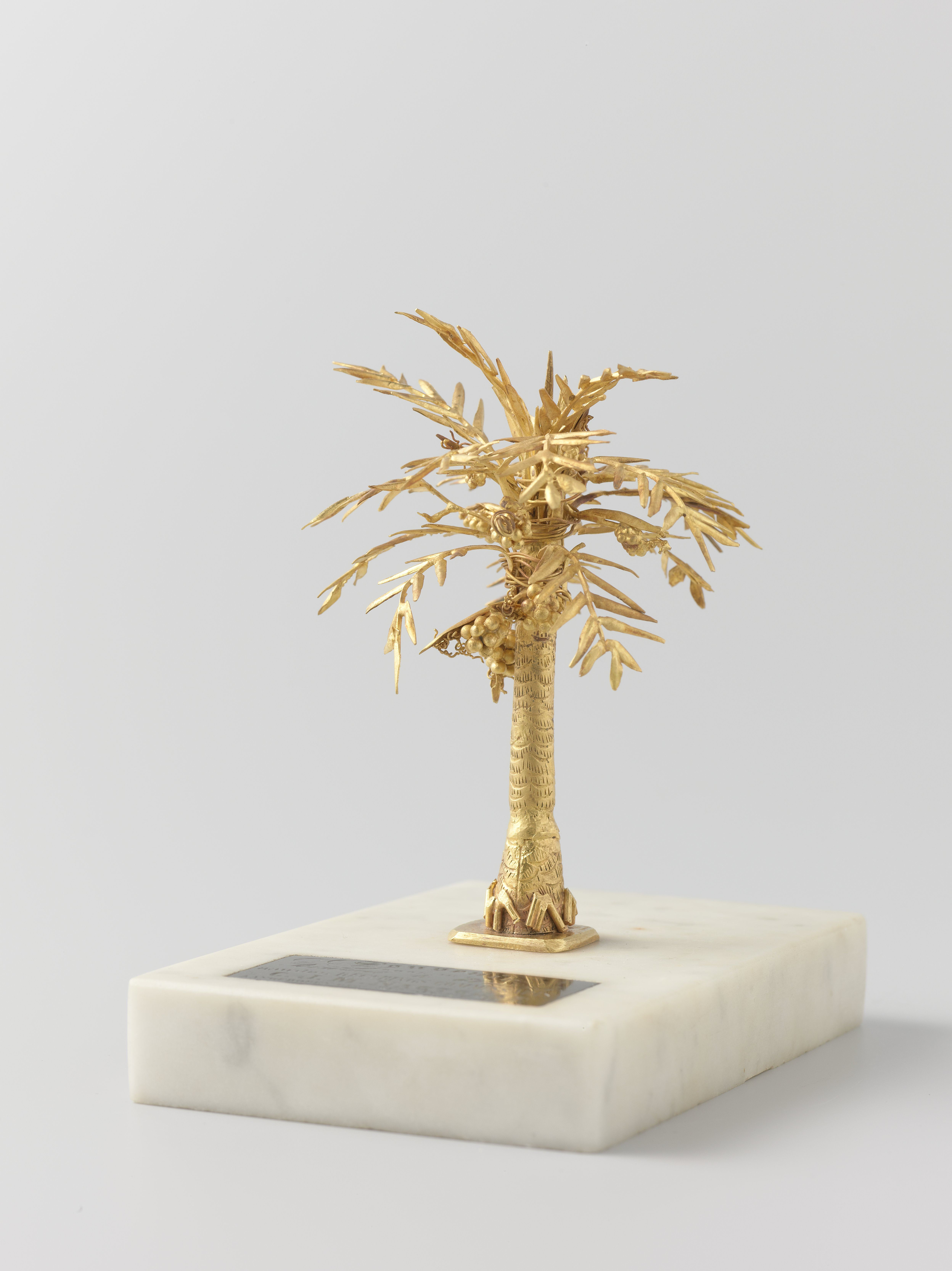
Palmier d'or décerné à Nagtglas par les administrateurs coloniaux de la Côte-de-l'Or le 8 juin 1871.

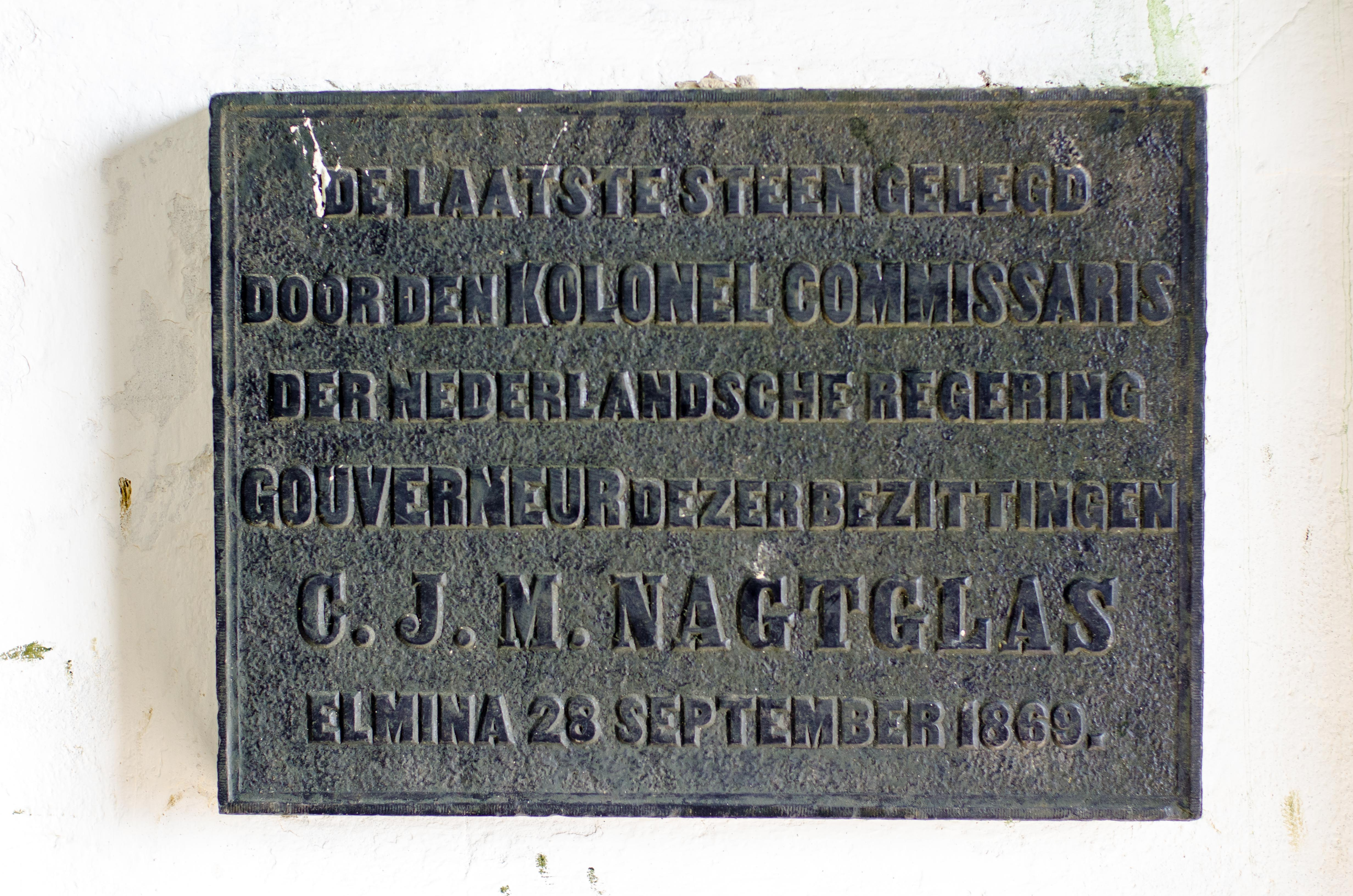
La dernière pierre de la redoute de Nagtglas construite en 1868 sur la côte à l'est d'Elmina, posée par Cornelis Nagtglas le 28 septembre 1869 à son retour en Côte-de-l'Or. La pierre est ensuite transférée au château d'Elmina, où elle peut encore être vue aujourd'hui. La pierre ne commémore pas, comme on le croit parfois, le départ des Hollandais de la Côte-de-l'Or.

Nagtglas est ensuite installé en tant que conseiller du gouvernement néerlandais et négocie avec ses collègues conseillers Henri Alexander Elias et Bentinck la convention entre la Grande-Bretagne et les Pays-Bas pour un échange de territoire sur la Côte-de-l'Or de l'Afrique avec le Royaume-Uni. Après que ce commerce de forts se soit avéré un échec et que la Côte-de-l'Or néerlandaise soit sur le point d'être écrasée par les populations locales révoltées, Nagtglas est de nouveau nommé gouverneur de la Côte-de-l'Or le 20 mars 1869, arrive à Elmina le 14 Mai, et installé le lendemain,. Nagtglas commande plusieurs interventions militaires néerlandaises dans le but de soumettre les habitants révoltés. En raison d'une maladie, il quitte son poste de gouverneur le 8 juin 1871, part pour les Pays-Bas deux jours plus tard et est démis de ses fonctions avec honneur le 20 octobre.

## Réputation
Parmi les administrateurs coloniaux néerlandais et britanniques, Cornelis Nagtglas a la réputation de se dévouer à toutes les questions concernant la Côte-de-l'Or. Il lance et maintient une bureaucratie étendue tandis que le gouverneur, donnant l'impression qu'il est le gouverneur d'une grande colonie plutôt que le gouverneur d'une petite colonie se composant de quelques forts.
Cornelis Nagtglas est souvent dépeint dans la littérature comme un dirigeant colonial éclairé, avec un bon sens des coutumes et de la politique locales, et avec un sens du réalisme en termes d'influence néerlandaise limitée sur la Côte-de-l'Or au XIXe siècle. Michel Doortmont de l'Université de Groningue remet cependant en question cette réputation dans une enquête sur la gestion par Nagtglas d'un différend entre un chef local et le commandant néerlandais du fort St Anthony à Axim concernant les porteurs de hamacs. Ne comprenant pas le manque de pouvoir du chef envers ses sujets à cet égard, Doortmont soutient que "Nagtglas n'est peut-être pas le grand penseur colonial que beaucoup décrivaient".

## Travail scientifique
Pendant son séjour sur la Côte-de-l'Or, Nagtglas recueille 236 spécimens d'oiseaux avec le zoologiste Hendrik Pel, dont il fait don en 1862 au Rijksmuseum van Natuurlijke Historie, aujourd'hui Naturalis Biodiversity Center.
Le loir africain de Nagtglas porte le nom de Cornelis Nagtglas.

## Vie privée
Au cours de sa première période sur la Côte-de-l'Or, Nagtglas et Anna Abraba Smith (vers 1840–1920), une femme euro-africaine, ont un fils nommé Karel Anne Nagtglas que Nagtglas reconnait légalement comme son enfant lorsqu'il retourne sur la Côte-de-l'Or en 1869. Anna Abraba Smith épouse plus tard George Emil Eminsang.
Aux Pays-Bas, il épouse Wilhelmina Sophia Michell le 17 décembre 1862. Ils ont deux filles qui ont survécu à l'enfance.

## Décorations
- Ordre du Lion des Pays-Bas (Chevalier, 1860)
- Ordre de la couronne de chêne (commandant)
- Médaille Croix Métal
- Médaille d'honneur des actions de guerre importantes avec boucle de Guinée